# Bevilacqua
Bevilacqua är en ort och kommun i provinsen Verona i regionen Veneto i Italien. Kommunen hade 1 692 invånare (2018).